# لوريتا لونغ
لوريتا لونغ (بالإنجليزية: Loretta Long)‏ هي ممثلة أمريكية، ولدت في 4 أكتوبر 1938 في باو باو في الولايات المتحدة.

## أعمال

### مسلسلات
- شارع السمسم

## وصلات خارجية
- لوريتا لونغ على موقع IMDb (الإنجليزية)
- لوريتا لونغ على موقع ألو سيني (الفرنسية)
- لوريتا لونغ على موقع ميوزك برينز (الإنجليزية)
- لوريتا لونغ على موقع تيرنر كلاسيك موفيز (الإنجليزية)
- لوريتا لونغ على موقع أول موفي (الإنجليزية)
- لوريتا لونغ على موقع ديسكوغز (الإنجليزية)
- لوريتا لونغ على موقع قاعدة بيانات الفيلم (الإنجليزية)
- لوريتا لونغ على موقع كينوبويسك (الروسية)